# Dopisy Olze
Dopisy Olze je kniha obsahující soubor dopisů psaných Václavem Havlem své ženě Olze Havlové mezi lety 4. června 1979 až 5. února 1983.
Od svého zatčení 29. května 1979, respektive od následného pobytu ve vyšetřovací vazbě, do 7. února 1983, kdy mu byl přerušen výkon trestu ze zdravotních důvodů a kdy byl převezen do civilní pražské nemocnice Pod Petřínem (odkud byl 4. března 1983 propuštěn domů), napsal Václav své ženě Olze celkem 165 dopisů.

## Anotace
Po několik let strávených ve vězení psal Václav Havel své ženě Olze o všedních věcech, dotýkal se však i takzvaných vysokých témat. Posléze si vyvzdoroval na vězeňské cenzuře, že jeho korespondence přerostla v zásadní filosofické a mravní sebevyjádření moderního humanisty a demokrata. Dopisy Olze dávají jedinečným způsobem nahlédnout do myšlenkové dílny umělce, jehož samozřejmá, organická politická angažovanost vedla nakonec až ke křeslu nejvyššího představitele státu. 

## Vydání
- Václav Havel, Dopisy Olze, Brno: Atlantis, 1990, ISBN 80-7108-009-8
- Václav Havel, Spisy 5: Dopisy Olze, Torst, 1999, ISBN 80-7215-091-X
- Václav Havel, Dopisy Olze, ekniha, Knihovna Václava Havla, 2015, ISBN 9788087490365